# Martine Neddam

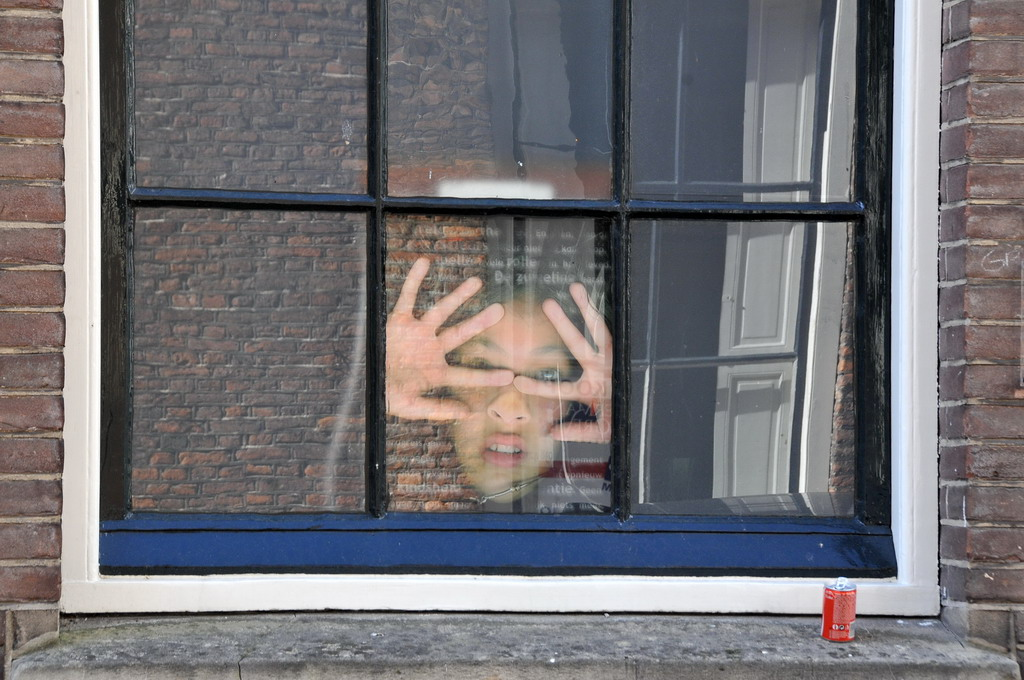
Kunstwerk As you like it tijdens de heropening van ArtEZ in Zwolle in 2010

Martine Neddam (Oran, 27 januari 1953) is beeldend kunstenares. Ze woont en werkt in Amsterdam. Sinds 1995 is ze docent aan de Gerrit Rietveld Academie.

## Levensloop
Neddam studeerde van 1975 tot 1979 Linguistics and Literature aan de Universiteit van Londen. In 1983-1984 studeerde ze decorontwerp aan de Architectuur School, Lyon en het Institut des Hautes Études en Arts Plastiques in Parijs.
Zij is vooral bekend als internetkunstenaar. Haar bekendste project is mouchette.org, een website die ze opstartte in 1996. Op het eerste gezicht lijkt dit een persoonlijke website te zijn van een dertienjarig meisje, maar bij nader inzien gaat de site over donkere thema's, zoals dood en zelfmoord. Het personage Mouchette is geïnspireerd op de gelijknamige film van Robert Bresson uit 1967, en op een boek uit 1937 van Georges Bernanos.
Vanaf 1996 hangt een tweedelig werk van haar aan de keermuren van de Van Swindenspoorbrug: 101 Namen.

## Prijzen
- 1988: Oeuvre lumineuse pour une façade à Vénissieux, Frankrijk
- 1991: Oeuvre lumineuse pour un tunnel, Night Lines, Utrecht

## Tentoonstellingen
- 1987: Maison des Expositions de Genas, Frankrijk
- 1988: Galerie La Tournelle, Poet-Laval, Frankrijk
- 1988: Galerie Didier Michallet, Lyon, Frankrijk
- 1989: Galerie Tany Rumpff, Haarlem
- 1990: Centre d'Art Contemporain, Brussel, België
- 1990: Maison du Livre, de l'image et du son, Villeurbanne, Frankrijk
- 1991: Galerie Tanya Rumpff, Haarlem
- 1992: Galerie Verney-Carron, Villeurbanne, Frankrijk - Gemeentemuseum Arnhem - Galerie de Zaal, Delft
- 1993: Galerie De Meerse, Hoofddorp
- 1994: French Institute of Edinburgh, Schotland
- 1994: Teylers Museum, Haarlem
- 1995: Scottish National Gallery, Edinburgh, Schotland
- 1998: Musée Lamartine, Mâcon, Frankrijk